# Именные суффиксы в японском языке
Именные суффиксы в японском языке (яп. 日本語の敬称 нихонго но кэйсё:) — суффиксы, которые добавляются к имени (фамилии, прозвищу, профессии и т. п.) при разговоре с человеком или о нём. Именные суффиксы играют важную роль в общении японцев. Они указывают на социальный статус собеседников относительно друг друга, на их отношение друг к другу, на степень их близости. Употребив какой-либо именной суффикс, можно нанести собеседнику оскорбление или наоборот — выразить ему своё глубочайшее почтение.
Обращения без суффикса обычны в отношении взрослых к детям или подросткам, друзей друг к другу и т. д. Если же человек вообще не пользуется суффиксами, то это явный показатель грубости. Обращение по фамилии без суффикса — признак фамильярных, но «отстраненных» отношений (характерный пример — отношения школьников или студентов).

## Наиболее распространённые именные суффиксы

### -сан
-сан (さん) — нейтрально-вежливый суффикс, довольно близко соответствующий обращению по имени-отчеству в русском языке. Широко употребляется во всех сферах жизни: в общении людей равного социального положения, при обращении младших к старшим и так далее. Часто используется при обращении к малознакомым людям. Кроме того, его может использовать романтически настроенный молодой человек по отношению к возлюбленной.
Однако следует учитывать, что в женской речи этот суффикс утрачивает гоноративное значение и употребляется практически ко всем именам. То есть японские женщины обращаются на «-сан» ко всем, даже к самым близким людям (исключая детей). Это объясняет тот факт, что в японских фильмах, а также в аниме, женщины говорят «-сан» даже мужьям. В данном случае суффикс не означает обращения на «Вы». Однако современные молодые женщины и девушки менее формальны в своей речи и «-сан» употребляют в основном в качестве нейтрально-вежливого суффикса.

### -кун
-кун (君, ты) — более «тёплый», чем «-сан», вежливый суффикс. Означает значительную близость, тем не менее, несколько формальных отношений. Примерный аналог обращения «товарищ» или «друг». Используется людьми равного социального положения, чаще всего приятелями, одноклассниками, коллегами, при обращении старших к младшим, а также при обращении начальника к подчинённому, когда на этом факте не стоит заострять внимание.
У этого суффикса есть две нижеописанные сферы употребления в зависимости от возрастной группы.
В отношении несовершеннолетних (до 20 лет), то есть школьники, студенты, — обычно используется по отношению к лицам мужского пола. Может использоваться применительно к девушкам, когда суффикс «-тян» по каким-либо причинам неуместен (например, мужчина-учитель к девушке-ученице или девушка к девушке в несколько официальной, но шутливой форме).
В отношении взрослых — как к мужчинам, так и к женщинам (обычно в тех случаях, когда это коллеги или обращение начальника к подчинённому).

### -тян
-тян (ちゃん) — примерный аналог уменьшительно-ласкательных суффиксов в русском языке. Указывает на близость и неофициальность отношений. Используется людьми равного социального положения или возраста, старшими по отношению к младшим, с которыми складываются близкие отношения. В основном употребляется маленькими детьми, близкими подругами, взрослыми по отношению к детям, молодыми людьми по отношению к своим девушкам. В чисто мужском обществе не употребляется в качестве обращения, более того, мужчина может расценить такое обращение к себе как оскорбление (если только его так не называет любимая девушка). Может использоваться в отношении дедушки или бабушки — в этом случае будет соответствовать русским уменьшительно-ласкательным «дедуля» и «бабуля».
Кроме того, существуют условные вариации этого суффикса: тин (яп. ちん), тан (яп. たん), и тяма (яп. ちゃま), которые используются в речи маленькими детьми. В среде отаку суффикс -тан также часто применяется по отношению ко всяческим маскотам и проявлениям моэ-антропоморфизма (например: Википе-тан, ОС-тан и т. д.) как более «тёплая» версия суффикса -тян.

### -сама
-сама (様) — суффикс, демонстрирующий максимально возможное уважение и почтение. Примерный аналог обращения «господин», «достопочтенный». Обязателен в любых письмах при указании адресата независимо от ранга. В разговорной речи используется достаточно редко и только при обращении лиц низшего социального положения к высшим или очень уважительное обращение младших к старшим. Употребляется при обращении священника к божествам, преданного слуги к господину, девушки к возлюбленному, а также в тексте официальных посланий.
В современной речи такое обращение иногда используют в качестве сарказма.

### -сэмпай и -кохай
-сэмпай (先輩, досл. «раньше начавший коллега») — суффикс, используемый при обращении младшего к старшему. Часто используется в учебных заведениях учащимися младших классов по отношению к учащимся старших. За пределами школы или института может употребляться для обращения к старшему, более опытному другу или коллеге. Используется и как отдельное самостоятельное слово, так же как и «сэнсэй». Часто обращение «сэмпая» к младшему происходит без присоединения каких-либо суффиксов к фамилии последнего. Иногда к имени младшего прибавляют суффикс «-кун (君)».
-кохай (яп. 後輩 ко:хай, досл. «позже начавший коллега») — противоположность «сэмпай», допустимое обращение настоящего или потенциального «сэмпая» к тому, для кого он этим «сэмпаем» является. Чаще используется как отдельное самостоятельное слово, а не как суффикс. Может использоваться в учебных заведениях по отношению к тому, кто состоит в младших классах.

### -сэнсэй
-сэнсэй (先生, досл. «преждерождённый») — суффикс, используемый при обращении к преподавателям и учителям (в самом широком смысле), а также врачам, учёным, писателям, политикам и прочим общественно известным и уважаемым людям. Указывает скорее на социальный статус человека и отношение к нему говорящего, нежели на действительную профессию. Как и «сэмпай», часто используется как отдельное слово.

### Другие
-доно (殿, досл. «дворянин») — используются в официальных документах (например: грамотах, дипломах, сертификатах, уголовных делах) после имени получателя, в деловой переписке при указании адресата после названия компании или имени. В армии при обращении к офицеру. При сообщении плохих новостей. Это далеко не все случаи использования «доно». Может также использоваться по отношению к ближайшим родственникам господина его подчиненными (например: слуга обращается к своему господину -сама, а к его родному брату, сестре, матери или отцу — -доно. Такое обращение показывает большую значимость, высокое положение (президент или премьер-министр, например) или сильное уважение служащих к своему господину).  
-доси (яп. 同志 до:си) — дословно переводится, как «товарищ»; другое значение — «единомышленник».  
-си (氏, он) — употребляется в официальном письме (документы, научные работы) и, иногда, в очень официальной устной речи по отношению к незнакомым людям (например, в новостях). При первом упоминании человека в беседе указывается его имя и суффикс си. Дальше в разговоре вместо полного имени используется только си.
-сэнсю (選手) — используется по отношению к известным спортсменам.
-аники (兄貴, досл. «старший брат благородный») — сленговое почтительное обращение, аналог русского «братан».
В разговорах с посторонним для семьи или компании человеком и в переписке при указании имени члена семьи или другого сотрудника фирмы (даже более высокого по рангу) суффиксы не используются.
Также суффиксы могут не использоваться при личном обращении по имени. Это указывает на достаточно близкие, фамильярные отношения.